# Organizzazione di Vigilanza e Repressione dell’Antifascismo
Die Organizzazione di Vigilanza e Repressione dell’Antifascismo (dt.: „Organisation zur Überwachung und Bekämpfung des Antifaschismus“, kurz OVRA) war eine italienische Geheimpolizei. Sie entstand 1927 aus der politischen Polizeiabteilung der Staatspolizei und war dem Polizeichef Arturo Bocchini unterstellt. Sie war für Benito Mussolinis faschistisches Regime ein entscheidendes Instrument zur Sicherung des Machterhalts. Sie verfolgte vor allem Kommunisten und Antifaschisten, horchte aber auch einfache Bürger aus, um die „Stimmung im Volk“ zu sondieren. Die Organisation ging mit dem Sturz Mussolinis im September 1943 unter, entstand aber unter anderer Bezeichnung in der Repubblica Sociale Italiana teilweise wieder. Nach der Befreiung Italiens wurde 1946 eine Untersuchungskommission eingerichtet, die sowohl die Tätigkeit der politischen Polizei als auch die der OVRA aufarbeiten sollte. Die Ergebnisse dieser Kommission blieben unbefriedigend.
Was sich hinter der Abkürzung OVRA genau verbirgt, blieb lange Zeit im Dunkeln. Neben der hier aufgeführten Bezeichnung werden auch Opera Volontaria di Repressione Antifascista („Freiwilliges Werk zur Bekämpfung des Antifaschismus“) bzw. Organo di Vigilanza dei Reati Antistatali („Organ zur Überwachung von staatsfeindlichen Straftaten“) als Erklärungsmöglichkeiten angegeben. Auffallend ist in dieser Hinsicht der Gleichklang mit piovra, der italienischen Bezeichnung für Krake. Guido Leto, von 1938 bis 1945 Chef der OVRA, vermerkt dazu, dass Mussolini eine Ableitung von piovra geprägt habe, um damit anzudeuten, dass die Polizei das ganze Land unter ihrer Kontrolle haben sollte.